# 1re étape du Tour de France 2018
Pour un article plus général, voir Tour de France 2018.
La 1re étape du Tour de France 2018 se déroule le samedi 7 juillet 2018 entre Noirmoutier-en-l'Île et Fontenay-le-Comte, sur une distance de 201 kilomètres. Elle est remportée au sprint par le coureur colombien Fernando Gaviria, de l'équipe Quick-Step Floors, qui revêt le maillot jaune.

## Parcours
Initialement prévu le 30 juin par le passage du Gois, le parcours de la première étape passe finalement par le pont de Noirmoutier, à la suite d'une décision de l'Union cycliste internationale : pour moins subir la concurrence de la Coupe du monde de football de 2018, le Tour de France 2018 est reporté d'une semaine, or les horaires de marée du 7 juillet ne sont pas compatibles avec un passage du peloton par le passage du Gois.

## Résultats

### Classement de l'étape
| Classement de la 1re étape | Classement de la 1re étape | Classement de la 1re étape | Classement de la 1re étape | Classement de la 1re étape |
|                            | Coureur                    | Pays                       | Équipe                     | Temps                      |
| -------------------------- | -------------------------- | -------------------------- | -------------------------- | -------------------------- |
| 1er                        | Fernando Gaviria           | Colombie                   | Quick-Step Floors          | en 4 h 23 min 32 s         |
| 2e                         | Peter Sagan                | Slovaquie                  | Bora-Hansgrohe             | + 0 s                      |
| 3e                         | Marcel Kittel              | Allemagne                  | Katusha-Alpecin            | + 0 s                      |
| 4e                         | Alexander Kristoff         | Norvège                    | UAE Emirates               | + 0 s                      |
| 5e                         | Christophe Laporte         | France                     | Cofidis                    | + 0 s                      |
| 6e                         | Dylan Groenewegen          | Pays-Bas                   | Lotto NL-Jumbo             | + 0 s                      |
| 7e                         | Michael Matthews           | Australie                  | Sunweb                     | + 0 s                      |
| 8e                         | John Degenkolb             | Allemagne                  | Trek-Segafredo             | + 0 s                      |
| 9e                         | Jakob Fuglsang             | Danemark                   | Astana                     | + 0 s                      |
| 10e                        | Rafał Majka                | Pologne                    | Bora-Hansgrohe             | + 0 s                      |
| modifier                   |                            |                            |                            |                            |

### Points attribués
| Sprint intermédiaire La Tranche-sur-Mer (km 119,5) | Sprint intermédiaire La Tranche-sur-Mer (km 119,5) | Sprint intermédiaire La Tranche-sur-Mer (km 119,5) | Sprint intermédiaire La Tranche-sur-Mer (km 119,5) | Sprint intermédiaire La Tranche-sur-Mer (km 119,5) |
| -------------------------------------------------- | -------------------------------------------------- | -------------------------------------------------- | -------------------------------------------------- | -------------------------------------------------- |
|                                                    | Coureur                                            | Pays                                               | Équipe                                             | Point(s)                                           |
| 1er                                                | Jérôme Cousin                                      | France                                             | Direct énergie                                     | 20                                                 |
| 2e                                                 | Kévin Ledanois                                     | France                                             | Fortuneo-Samsic                                    | 17                                                 |
| 3e                                                 | Yoann Offredo                                      | France                                             | Wanty-Groupe Gobert                                | 15                                                 |
| 4e                                                 | Fernando Gaviria                                   | Colombie                                           | Quick-Step Floors                                  | 13                                                 |
| 5e                                                 | André Greipel                                      | Allemagne                                          | Lotto-Soudal                                       | 11                                                 |
| 6e                                                 | Arnaud Démare                                      | France                                             | Groupama-FDJ                                       | 10                                                 |
| 7e                                                 | Maciej Bodnar                                      | Pologne                                            | Bora-Hansgrohe                                     | 9                                                  |
| 8e                                                 | Mark Cavendish                                     | Royaume-Uni                                        | Dimension Data                                     | 8                                                  |
| 9e                                                 | Peter Sagan                                        | Slovaquie                                          | Bora-Hansgrohe                                     | 7                                                  |
| 10e                                                | Alexander Kristoff                                 | Norvège                                            | UAE Emirates                                       | 6                                                  |
| 11e                                                | Andrea Pasqualon                                   | Italie                                             | Wanty-Groupe Gobert                                | 5                                                  |
| 12e                                                | Marcel Kittel                                      | Allemagne                                          | Katusha-Alpecin                                    | 4                                                  |
| 13e                                                | Maximiliano Richeze                                | Argentine                                          | Quick-Step Floors                                  | 3                                                  |
| 14e                                                | Rick Zabel                                         | Allemagne                                          | Katusha-Alpecin                                    | 2                                                  |
| 15e                                                | Marcus Burghardt                                   | Allemagne                                          | Bora-Hansgrohe                                     | 1                                                  |
| modifier                                           |                                                    |                                                    |                                                    |                                                    |

| Arrivée d'étape Fontenay-le-Comte (km 201) | Arrivée d'étape Fontenay-le-Comte (km 201) | Arrivée d'étape Fontenay-le-Comte (km 201) | Arrivée d'étape Fontenay-le-Comte (km 201) | Arrivée d'étape Fontenay-le-Comte (km 201) |
| ------------------------------------------ | ------------------------------------------ | ------------------------------------------ | ------------------------------------------ | ------------------------------------------ |
|                                            | Coureur                                    | Pays                                       | Équipe                                     | Point(s)                                   |
| 1er                                        | Fernando Gaviria                           | Colombie                                   | Quick-Step Floors                          | 50                                         |
| 2e                                         | Peter Sagan                                | Slovaquie                                  | Bora-Hansgrohe                             | 30                                         |
| 3e                                         | Marcel Kittel                              | Allemagne                                  | Katusha-Alpecin                            | 20                                         |
| 4e                                         | Alexander Kristoff                         | Norvège                                    | UAE Emirates                               | 18                                         |
| 5e                                         | Christophe Laporte                         | France                                     | Cofidis                                    | 16                                         |
| 6e                                         | Dylan Groenewegen                          | Pays-Bas                                   | Lotto NL-Jumbo                             | 14                                         |
| 7e                                         | Michael Matthews                           | Australie                                  | Sunweb                                     | 12                                         |
| 8e                                         | John Degenkolb                             | Allemagne                                  | Trek-Segafredo                             | 10                                         |
| 9e                                         | Jakob Fuglsang                             | Danemark                                   | Astana                                     | 8                                          |
| 10e                                        | Rafał Majka                                | Pologne                                    | Bora-Hansgrohe                             | 7                                          |
| 11e                                        | Vincenzo Nibali                            | Italie                                     | Bahrain-Merida                             | 6                                          |
| 12e                                        | Timothy Dupont                             | Belgique                                   | Wanty-Groupe Gobert                        | 5                                          |
| 13e                                        | Thomas Boudat                              | France                                     | Direct Énergie                             | 4                                          |
| 14e                                        | Geraint Thomas                             | Royaume-Uni                                | Sky                                        | 3                                          |
| 15e                                        | Bob Jungels                                | Pays-Bas                                   | Quick-Step Floors                          | 2                                          |
| modifier                                   |                                            |                                            |                                            |                                            |

|   | Coureur       | Pays     | Équipe              | Bonifications |
| - | ------------- | -------- | ------------------- | ------------- |
| 1 | Jérôme Cousin | France   | Direct énergie      | 3 s           |
| 2 | Yoann Offredo | France   | Wanty-Groupe Gobert | 2 s           |
| 3 | Oliver Naesen | Belgique | AG2R La Mondiale    | 1 s           |

|   | Coureur          | Pays      | Équipe            | Bonifications |
| - | ---------------- | --------- | ----------------- | ------------- |
| 1 | Fernando Gaviria | Colombie  | Quick-Step Floors | 10 s          |
| 2 | Peter Sagan      | Slovaquie | Bora-Hansgrohe    | 6 s           |
| 3 | Marcel Kittel    | Allemagne | Katusha-Alpecin   | 4 s           |

### Cols et côtes
| \| Côte de Vix (km 173) 4e catégorie (0,7 km à 4,2%) \| Côte de Vix (km 173) 4e catégorie (0,7 km à 4,2%) \| Côte de Vix (km 173) 4e catégorie (0,7 km à 4,2%) \| Côte de Vix (km 173) 4e catégorie (0,7 km à 4,2%) \| Côte de Vix (km 173) 4e catégorie (0,7 km à 4,2%) \| \| ------------------------------------------------- \| ------------------------------------------------- \| ------------------------------------------------- \| ------------------------------------------------- \| ------------------------------------------------- \| \| \| Coureur \| Pays \| Équipe \| Point(s) \| \| 1er \| Kévin Ledanois \| France \| Fortuneo-Samsic \| 1 \| \| modifier \| \| \| \| \| |                |        |                 |          |
| Côte de Vix (km 173) 4e catégorie (0,7 km à 4,2%) |                |        |                 |          |
| | Coureur        | Pays   | Équipe          | Point(s) |
| 1er | Kévin Ledanois | France | Fortuneo-Samsic | 1        |
| modifier |                |        |                 |          |

### Prix de la combativité
- Yoann Offredo (Wanty-Groupe Gobert)

## Classements à l'issue de l'étape

### Classement général
| Classement général | Classement général | Classement général | Classement général | Classement général |
|                    | Coureur            | Pays               | Équipe             | Temps              |
| ------------------ | ------------------ | ------------------ | ------------------ | ------------------ |
| 1er                | Fernando Gaviria   | Colombie           | Quick-Step Floors  | en 4 h 23 min 22 s |
| 2e                 | Peter Sagan        | Slovaquie          | Bora-Hansgrohe     | + 4 s              |
| 3e                 | Marcel Kittel      | Allemagne          | Katusha-Alpecin    | + 6 s              |
| 4e                 | Oliver Naesen      | Belgique           | AG2R La Mondiale   | + 9 s              |
| 5e                 | Alexander Kristoff | Norvège            | UAE Emirates       | + 10 s             |
| 6e                 | Christophe Laporte | France             | Cofidis            | + 10 s             |
| 7e                 | Dylan Groenewegen  | Pays-Bas           | Lotto NL-Jumbo     | + 10 s             |
| 8e                 | Michael Matthews   | Australie          | Sunweb             | + 10 s             |
| 9e                 | John Degenkolb     | Allemagne          | Trek-Segafredo     | + 10 s             |
| 10e                | Jakob Fuglsang     | Danemark           | Astana             | + 10 s             |
| modifier           |                    |                    |                    |                    |

### Classement par points
| Classement par points | Classement par points | Classement par points | Classement par points | Classement par points |
| --------------------- | --------------------- | --------------------- | --------------------- | --------------------- |
|                       | Coureur               | Pays                  | Équipe                | Point(s)              |
| 1er                   | Fernando Gaviria      | Colombie              | Quick-Step Floors     | 63 points             |
| 2e                    | Peter Sagan           | Slovaquie             | Bora-Hansgrohe        | 37 pts                |
| 3e                    | Marcel Kittel         | Allemagne             | Katusha-Alpecin       | 24 pts                |
| 4e                    | Alexander Kristoff    | Norvège               | UAE Emirates          | 24 pts                |
| 5e                    | Jérôme Cousin         | France                | Direct Énergie        | 20 pts                |
| 6e                    | Kevin Ledanois        | France                | Fortuneo-Samsic       | 17 pts                |
| 7e                    | Christophe Laporte    | France                | Cofidis               | 16 pts                |
| 8e                    | Yoann Offredo         | France                | Wanty-Groupe Gobert   | 15 pts                |
| 9e                    | Dylan Groenewegen     | Pays-Bas              | Lotto NL-Jumbo        | 14 pts                |
| 10e                   | Michael Matthews      | Australie             | Sunweb                | 12 pts                |
| modifier              |                       |                       |                       |                       |

### Classement du meilleur jeune
| Classement général du meilleur jeune | Classement général du meilleur jeune | Classement général du meilleur jeune | Classement général du meilleur jeune | Classement général du meilleur jeune |
|                                      | Coureur                              | Pays                                 | Équipe                               | Temps                                |
| ------------------------------------ | ------------------------------------ | ------------------------------------ | ------------------------------------ | ------------------------------------ |
| 1er                                  | Fernando Gaviria                     | Colombie                             | Quick-Step Floors                    | en 4 h 23 min 22 s                   |
| 2e                                   | Dylan Groenewegen                    | Pays-Bas                             | Lotto NL-Jumbo                       | + 10 s                               |
| 3e                                   | Thomas Boudat                        | France                               | Direct Énergie                       | + 10 s                               |
| 4e                                   | Tiesj Benoot                         | Belgique                             | Lotto-Soudal                         | + 10 s                               |
| 5e                                   | Rick Zabel                           | Allemagne                            | Katusha-Alpecin                      | + 10 s                               |
| 6e                                   | Anthony Turgis                       | France                               | Cofidis                              | + 10 s                               |
| 7e                                   | Dion Smith                           | Nouvelle-Zélande                     | Wanty-Groupe Gobert                  | + 10 s                               |
| 8e                                   | Nils Politt                          | Allemagne                            | Katusha-Alpecin                      | + 10 s                               |
| 9e                                   | Søren Kragh Andersen                 | Danemark                             | Sunweb                               | + 10 s                               |
| 10e                                  | Oliviero Troia                       | Italie                               | UAE Emirates                         | + 42 s                               |
| modifier                             |                                      |                                      |                                      |                                      |

### Classement du meilleur grimpeur
| Classement du meilleur grimpeur | Classement du meilleur grimpeur | Classement du meilleur grimpeur | Classement du meilleur grimpeur | Classement du meilleur grimpeur |
| ------------------------------- | ------------------------------- | ------------------------------- | ------------------------------- | ------------------------------- |
|                                 | Coureur                         | Pays                            | Équipe                          | Point(s)                        |
| 1er                             | Kévin Ledanois                  | France                          | Fortuneo-Samsic                 | 1 point                         |
| modifier                        |                                 |                                 |                                 |                                 |

### Classement par équipes
| Classement par équipes | Classement par équipes | Classement par équipes | Classement par équipes |
|                        | Équipe                 | Pays                   | Temps                  |
| ---------------------- | ---------------------- | ---------------------- | ---------------------- |
| 1re                    | Quick-Step Floors      | Belgique               | en 13 h 10 min 36 s    |
| 2e                     | Astana                 | Kazakhstan             | + 0 s                  |
| 3e                     | Bora-Hansgrohe         | Allemagne              | + 0 s                  |
| 4e                     | Bahrain-Merida         | Bahreïn                | + 0 s                  |
| 5e                     | Trek-Segafredo         | États-Unis             | + 0 s                  |
| 6e                     | Wanty-Groupe Gobert    | Belgique               | + 0 s                  |
| 7e                     | Katusha-Alpecin        | Suisse                 | + 0 s                  |
| 8e                     | Dimension Data         | Afrique du Sud         | + 0 s                  |
| 9e                     | Sunweb                 | Allemagne              | + 0 s                  |
| 10e                    | Cofidis                | France                 | + 0 s                  |
| modifier               |                        |                        |                        |

## Abandon(s)
Aucun coureur n'a abandonné au cours de l'étape.